# The Cars
The Cars foi uma banda de rock norte-americana formada em 1976 em meio ao surgimento da cena punk rock de Boston. Foi uma das bandas new wave de maior sucesso a surgir no final dos anos 1970 e acumulou uma série de álbuns de platina e singles no Top 40 na década seguinte.
O quinteto era formado por Ric Ocasek (vocal e guitarra), Benjamin Orr (vocal e baixo), Elliot Easton (guitarra e vocais de apoio), Greg Hawkes (teclados e vocais de apoio) e David Robinson (bateria). Como líder da banda, Ric Ocasek era o principal compositor e partilhava os vocais com Benjamin Orr.
Seu álbum de estreia homônimo — The Cars — lançado em 1978, vendeu 6 milhões de cópias e permaneceu na parada Billboard 200 durante 139 semanas, rendendo a nomeação de "Melhor Artista Revelação" (Best New Artist) em 1978 em uma enquete entre os leitores da revista Rolling Stone.
A banda teve dez "Top 10 Hits" ao longo da carreira: "Shake It Up" (1981), "You Might Think" (1984), "Drive" (1984) e "Tonight She Comes" (1985). Em 1984, The Cars venceu o "Clipe do Ano" (Video of the Year) com "You Might Think" no primeiro MTV Video Music Awards, batendo concorrentes de peso como "Thriller" de Michael Jackson e "Rockit" de Herbie Hancock.
A banda trabalhou, nas gravações de discos, com os produtores Roy Thomas Baker, conhecido pelo trabalho do Queen, e Robert John "Mutt" Lange, que trabalhou com AC/DC mas se tornou mais conhecido como parceiro e ex-marido da cantora Shania Twain. 
Embora Benjamin Orr tivesse sido vocalista em várias canções, o repertório dos Cars foi composto quase totalmente por Ric Ocasek, sendo Greg Hawkes eventual coautor das canções. 
A banda encerrou suas atividades em 1988.

## Falecimento de Benjamin Orr
Em 3 de outubro de 2000, Benjamin Orr faleceu aos 53 anos, vítima de um câncer no pâncreas. Em sua curta carreira solo, Orr lançou um único álbum: The Lace.
Ric Ocasek escreveu a canção "Silver" em homenagem ao companheiro de banda, que foi parte de seu álbum Nexterday.

## The New Cars
Em 2005 Elliot Easton e Greg Hawkes uniram-se ao vocalista e guitarrista Todd Rundgren, o baixista e vocalista Kasim Sulton e o baterista Prairie Prince para formar uma nova banda, The New Cars. Seu repertório consistia em canções dos próprios The Cars, além de canções de Rundgren e também material próprio. Lançaram um single e um álbum em 2006 e sairam em turnê promocional no mesmo ano. A banda se desfez em 2007.

## Retorno
O próprio Ric Ocasek, vocalista, letrista e líder dos Cars, em entrevista dada em 1997, declarou que não havia possibilidades de uma reunião, porém, em julho de 2010, devido a uma foto divulgada no Facebook, surgiram rumores que apontavam a volta da banda em sua formação original, exceto Benjamin Orr, que falecera em 2000. 
Finalmente em maio de 2011 a banda apresenta um novo álbum de inéditas: Move Like This. Orr não teve um substituto oficial e coube a Hawkes assumir o instrumento em gravações de estúdio (junto com o produtor Jacknife Lee) e nos concertos, durante a turnê promocional.
Em 2016, a banda lança a compilação "The Elektra Years 1978-1987" e "Moving In Stereo : The Best of the Cars".

## Rock and Roll Hall of Fame, última apresentação
A última apresentação da banda se deu em abril de 2018, num evento do Rock and Roll Hall of Fame em Cleveland. Os quatro integrantes tocaram, acompanhados do baixista do Weezer Scott Shriner, quatro músicas: "You Might Think", "My Best Friend's Girl", "Moving in Stereo" e "Just What I Needed".

## Falecimento de Ric Ocasek
Em 15 de setembro de 2019, Ric Ocasek foi encontrado morto em sua casa. Segundo o TMZ, Ric estava se recuperando de uma cirurgia cardíaca, mas sofreu efisema pulmonar que agravou sua doença cardíaca, causando sua morte, enquanto o músico dormia.

## Discografia
- 1978 - The Cars
- 1979 - Candy O
- 1980 - Panorama
- 1981 - Shake It Up
- 1984 - Heartbeat City
- 1987 - Door to Door
- 2011 - Move Like This

Coletâneas
- 1985 - Greatest Hits
- 1995 - Just What I Needed: The Cars Anthology
- 1999 - The Cars: Deluxe Edition
- 2001 - Shake It Up & Other Hits
- 2002 - Complete Greatest Hits
- 2005 - The Essentials